# 希拉比
希拉比（Hillaby）是加勒比海岛国巴巴多斯南部上的一座内陆村庄，行政上分别由圣托马斯区（首府）和圣安德鲁区管辖。2012年人口478人。